# Pojăreni, Ialoveni
Pojăreni este un sat din raionul Ialoveni, Republica Moldova. Se învecinează cu satele Bardar, Costești și Buțeni. Distanta până la orașul Chișinău este de aproximativ 17 km.

## Geografie
Satul este situat la 46.884723 - latitudine nordică și 28.692433 - longitudine estică, având o suprafață de aproximativ 0,65 kilometri pătrați, cu un perimetru de 3,41 km. Comuna are o suprafață totală de 7,92 kilometri pătrați, fiind cuprinsă într-un perimetru de 16,58 km. Pojăreni este unicul sat din comuna cu același nume.

## Istorie
Pentru prima dată satul Pojăreni este atestat în documentele oficiale în anul 1545, într-un hrisov ce delimita hotarele Mănăstirii Căpriana:
„7053 <1545>. Suret di pe uricul sârbesc a domnului Petru voievod.

Hotarul sfinții mănăstiri Căprieni din hotarnica să începi hotarul de la Iasnovăț, este piatra dinspre răsărit și alta împotriva, ce este piste Iasnovăț, dispre amiaza-zi, să hotărăști cu Mimorănii și să coboară dincoaci, în Vale lui Coste și să suia drept la deal, în spre răsărit și este piatra în muche și purcede înspre miaza-noapti, pin vărsătura apei, pin mijlocul poienilor și să hotărăști cu locul Trușanilor și este piatră. Par aice au mersu tot împreuna cu a Mimorănilor hotar.

...

... iasti piatră și purcedi pi culme, între Surice și între Cătarhă, diasupra Pojorănilor și se înpreună cu hotarul Mimorănilor, mai sus dintâiu pomenit, într-o moviliță,...”

## Demografie
În anul 1997, populația satului Pojăreni a fost estimată la 1098 de cetățeni. Conform datelor recensământului din anul 2004, populația satului constituie 1009 oameni, 47,18% fiind bărbați iar 52,82% femei. Au fost înregistrate 305 de gospodării casnice. Membrii acestor gospodării alcătuiau 1009 de persoane, iar mărimea medie a unei gospodării era de 3,3 persoane. Gospodăriile casnice erau distribuite, în dependență de numărul de persoane ce le alcătuiesc, în felul următor: 15,74% - 1 persoană, 19,67% - 2 persoane, 19,02% - 3 persoane, 24,92% - 4 persoane, 12,13% - 5 persoane, 8,52% - 6 și mai multe persoane.

### Structura etnică
Structura etnică a localității conform recensământului populației din 2004:
| Grup etnic                                               | Populație | % Procentaj  |
| -------------------------------------------------------- | --------- | ------------ |
| Băștinași declarați Moldoveni Băștinași declarați Români | 964 38    | 95,54% 3,77% |
| Ucraineni                                                | 4         | 0,40%        |
| Ruși                                                     | 2         | 0,20%        |
| Alții                                                    | 1         | 0,10%        |
| Total                                                    | 1.009     |              |

## Administrație și politică
Componența Consiliului local Pojăreni (9 consilieri), ales la 5 noiembrie 2023, este următoarea:
|  | Partid                            | Consilieri | Componență | Componență | Componență | Componență | Componență | Componență | Componență | Componență | Componență |
|  | --------------------------------- | ---------- | ---------- | ---------- | ---------- | ---------- | ---------- | ---------- | ---------- | ---------- | ---------- |
|  | Partidul Social Democrat European | 9          |            |            |            |            |            |            |            |            |            |

## Galerie de imagini

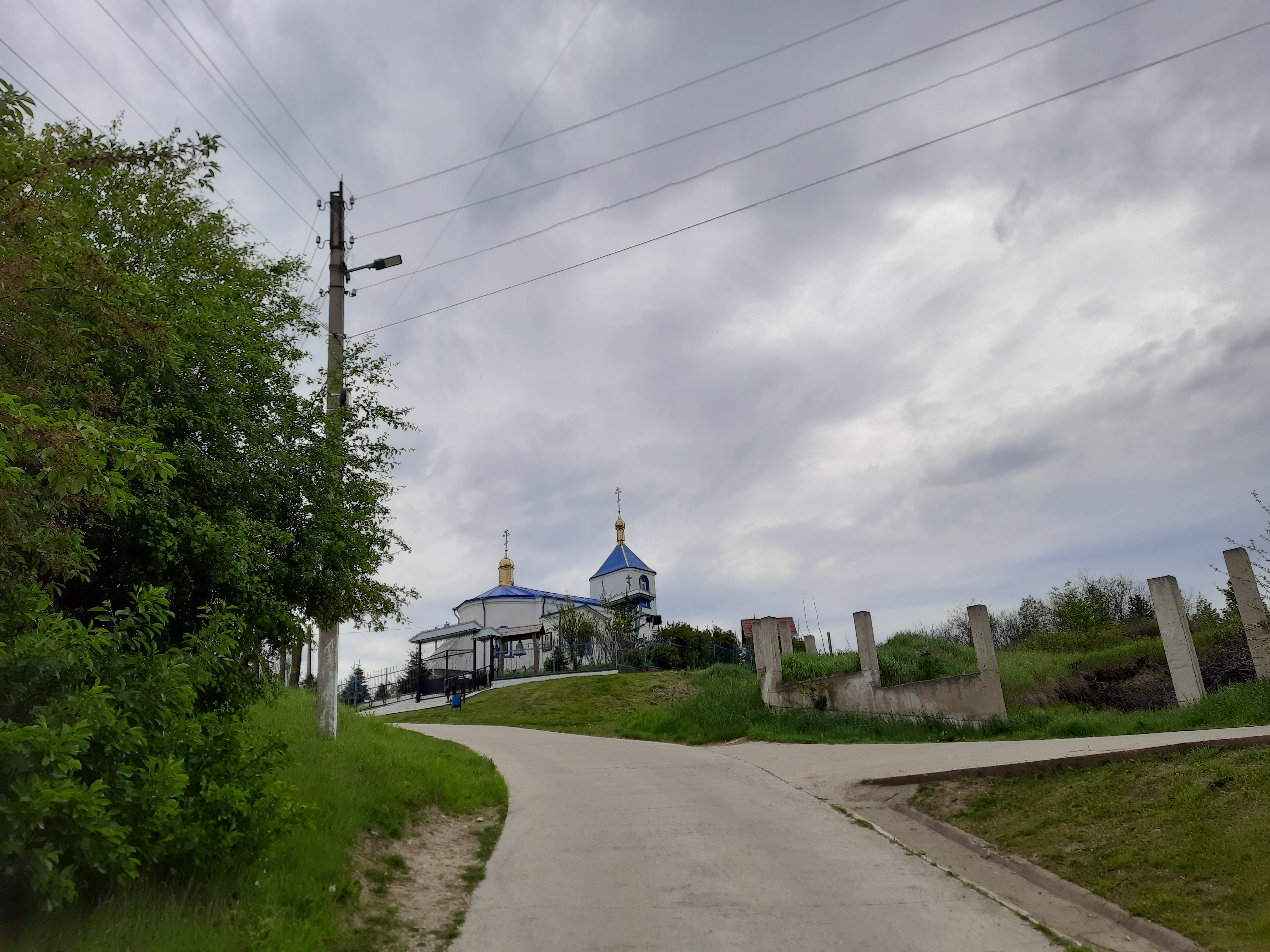
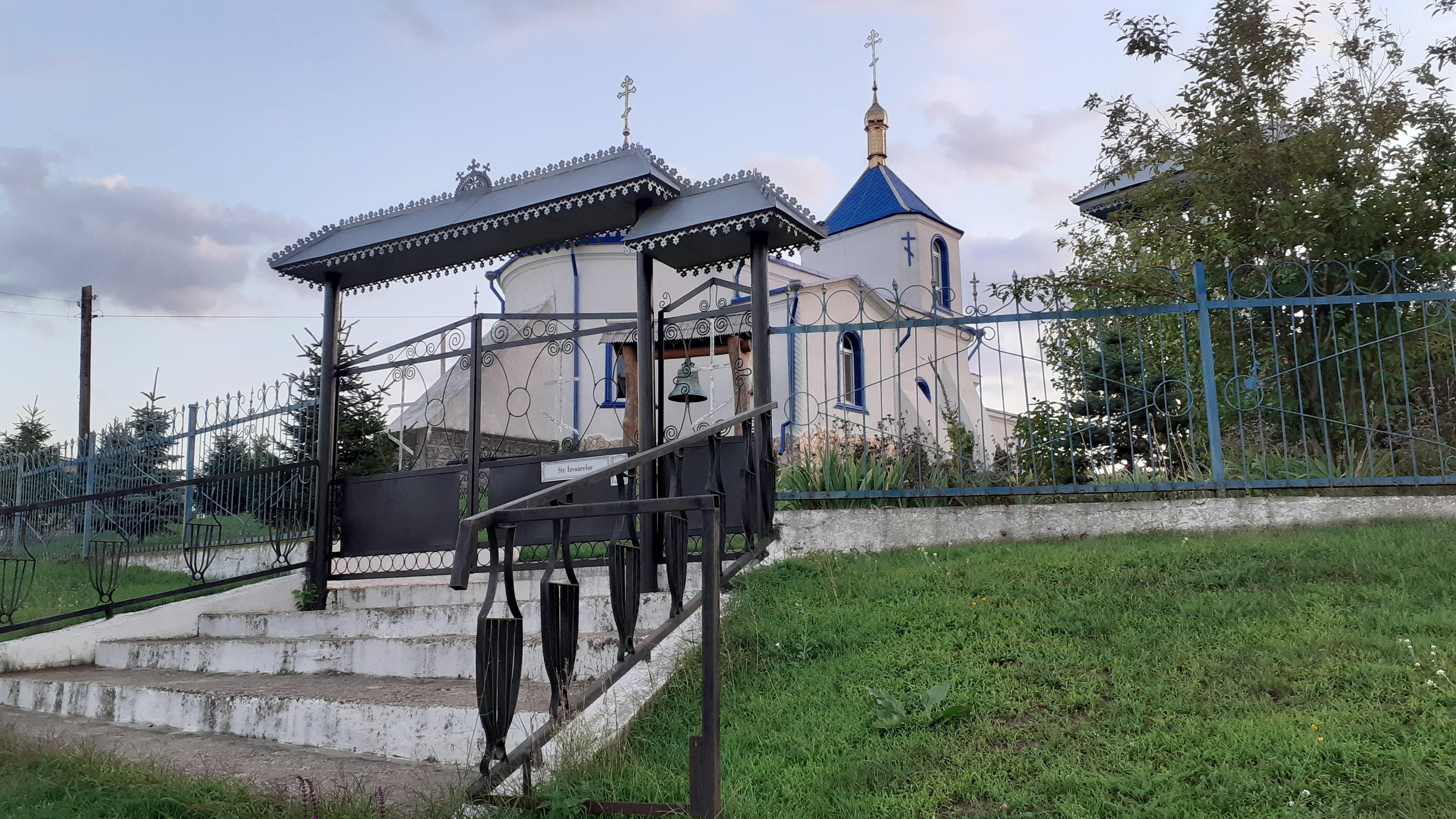
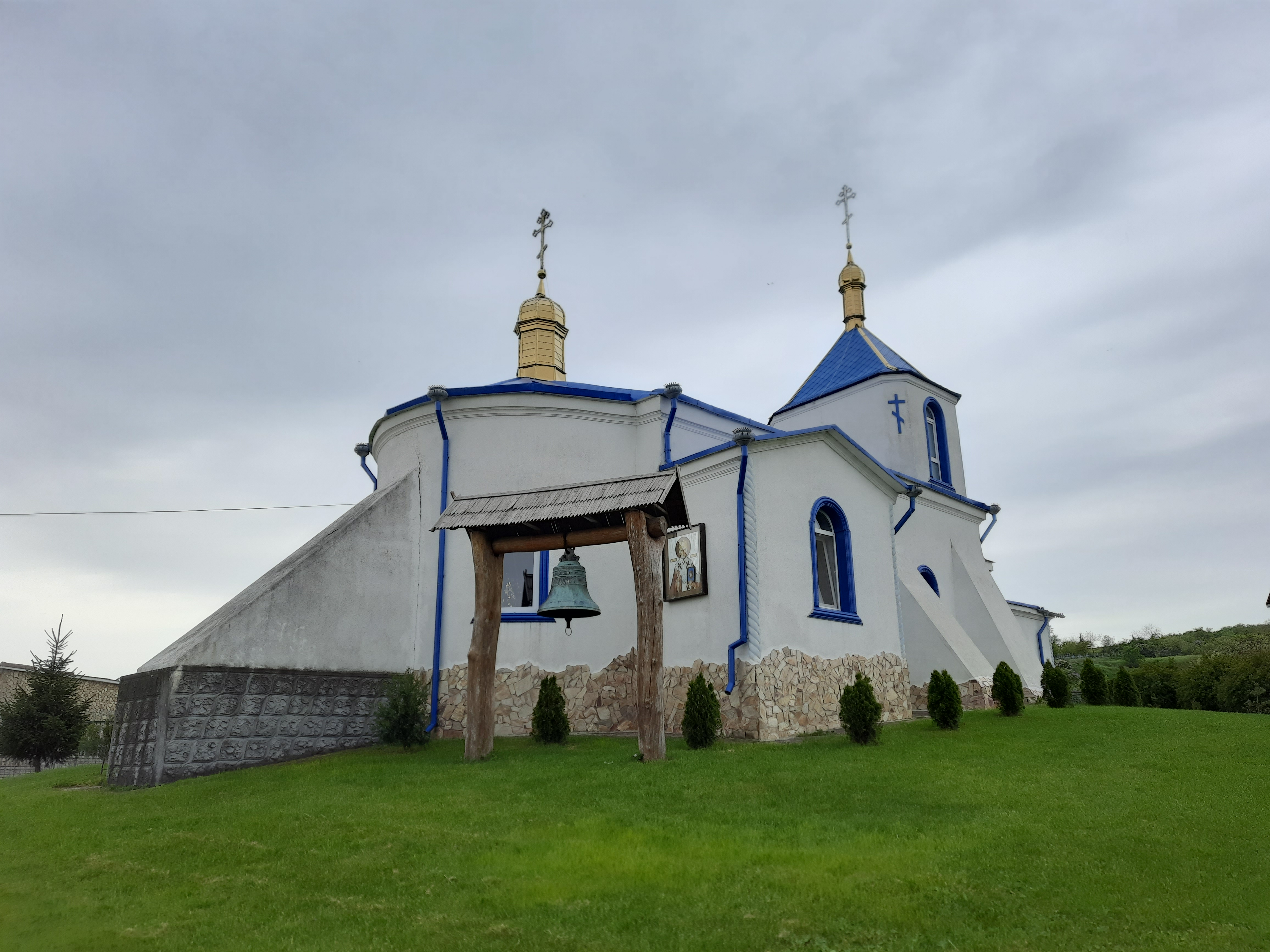
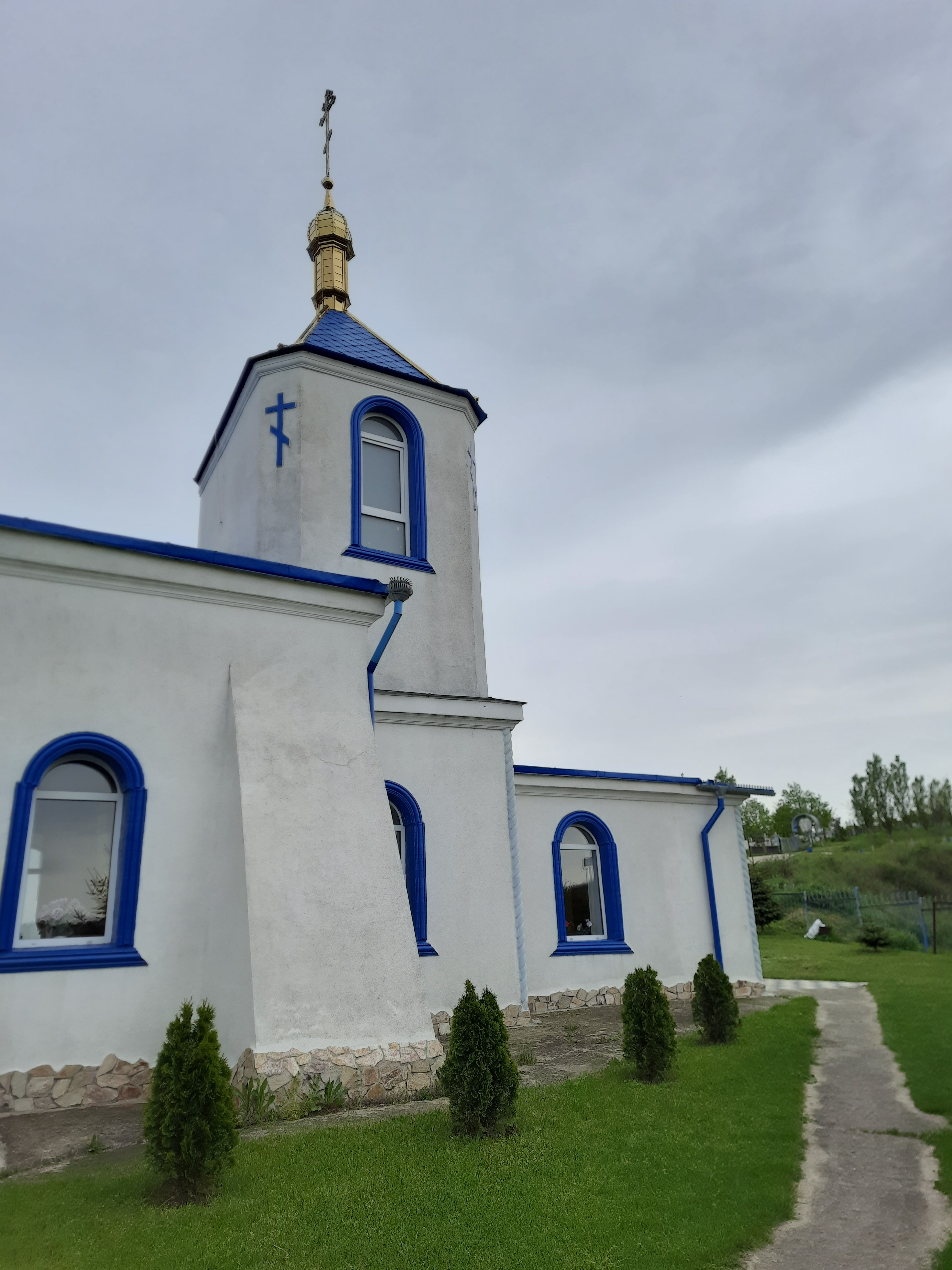
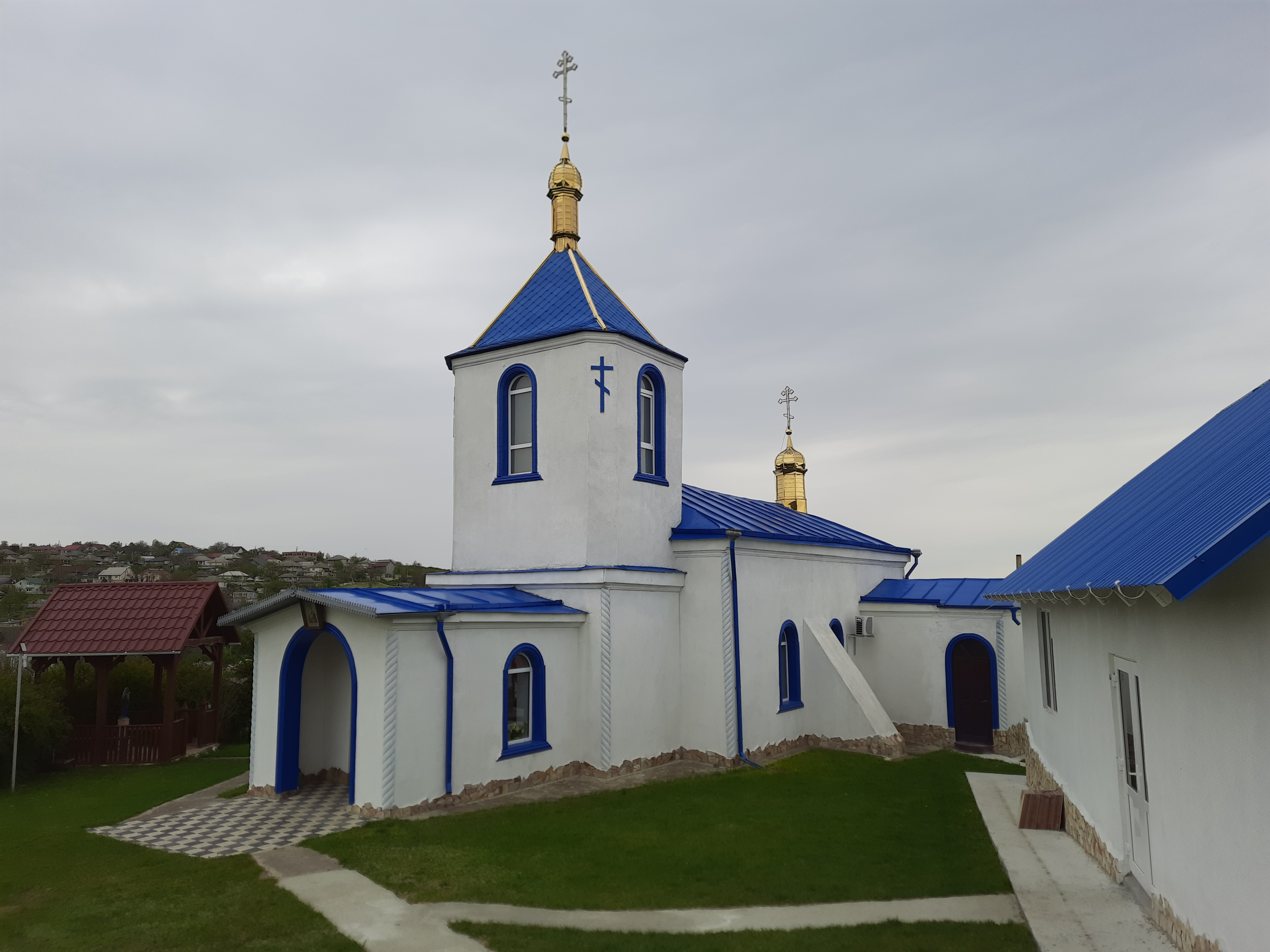
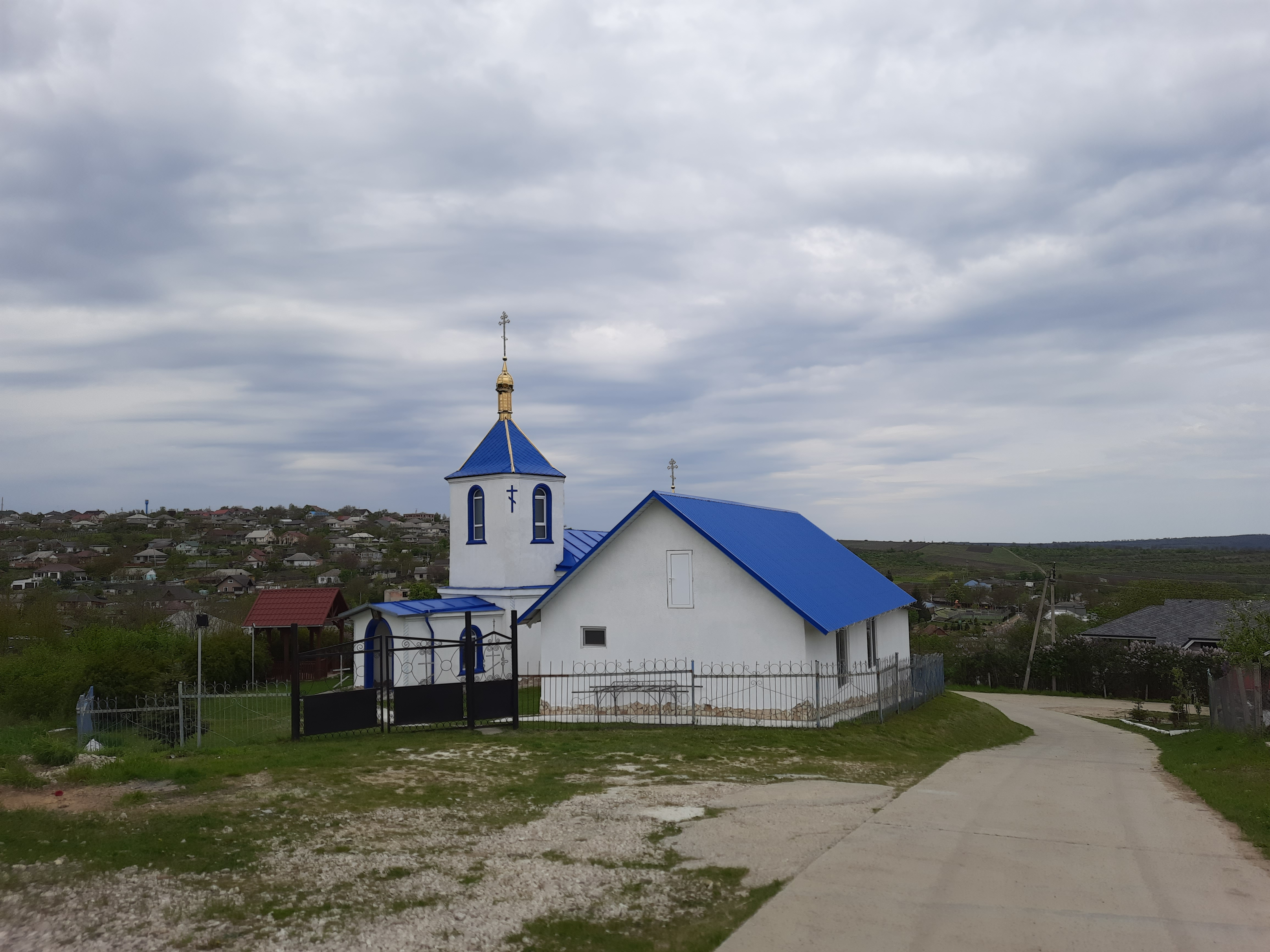

Biserica „Sfântul Nicolae” din localitate, monument ocrotit de stat.
Alte locuri

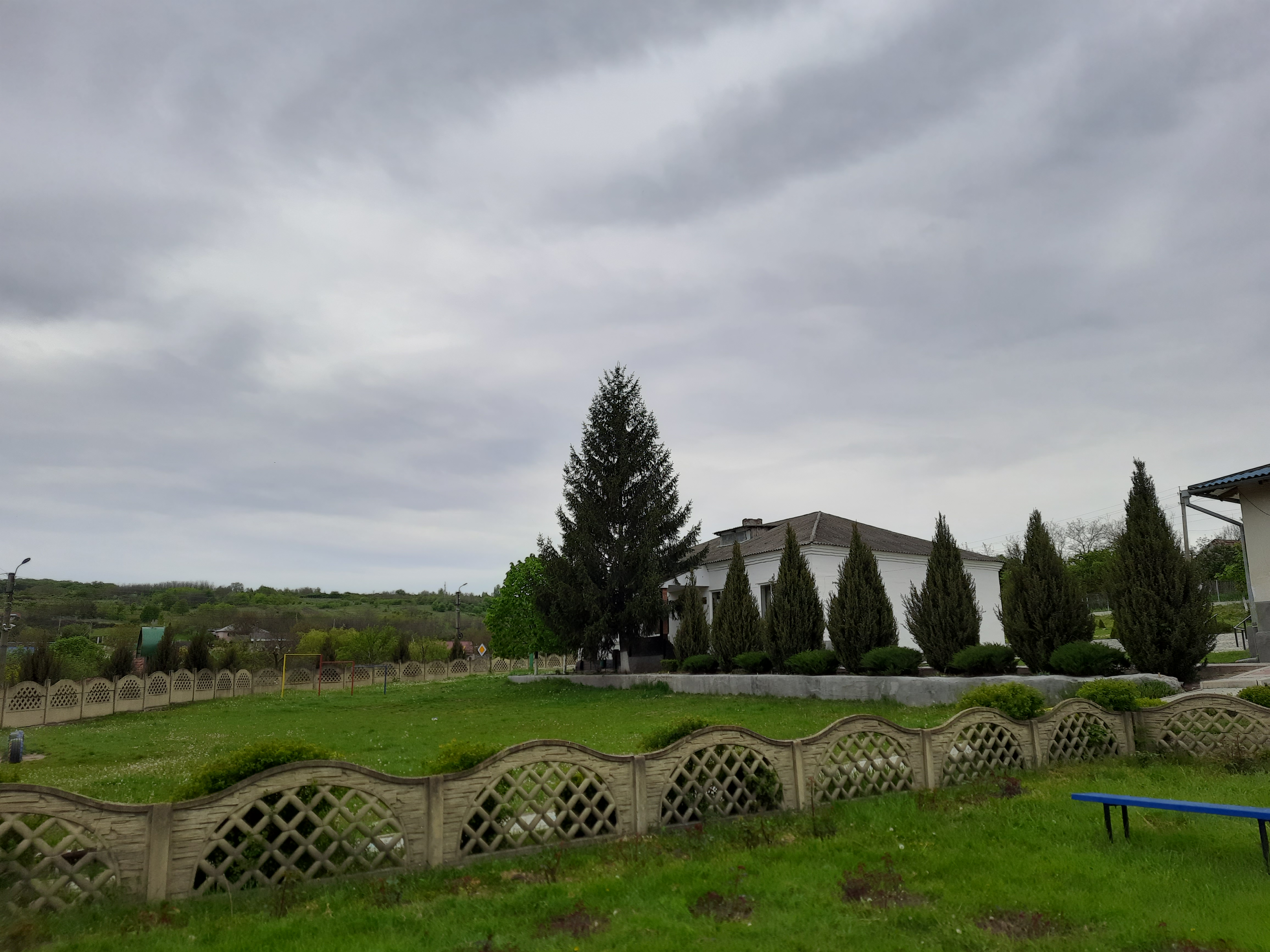
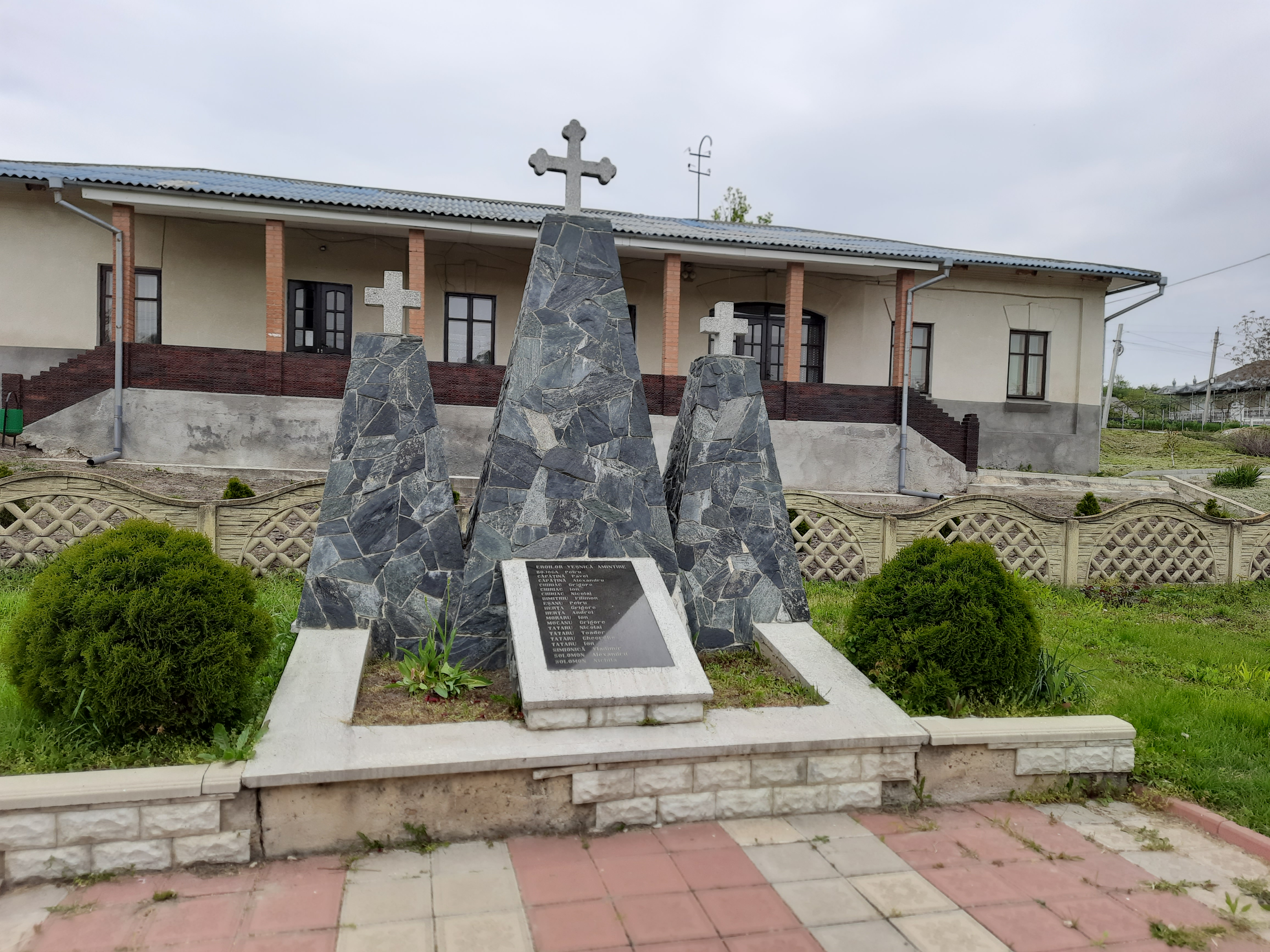
Monumentul eroilor din localitate.
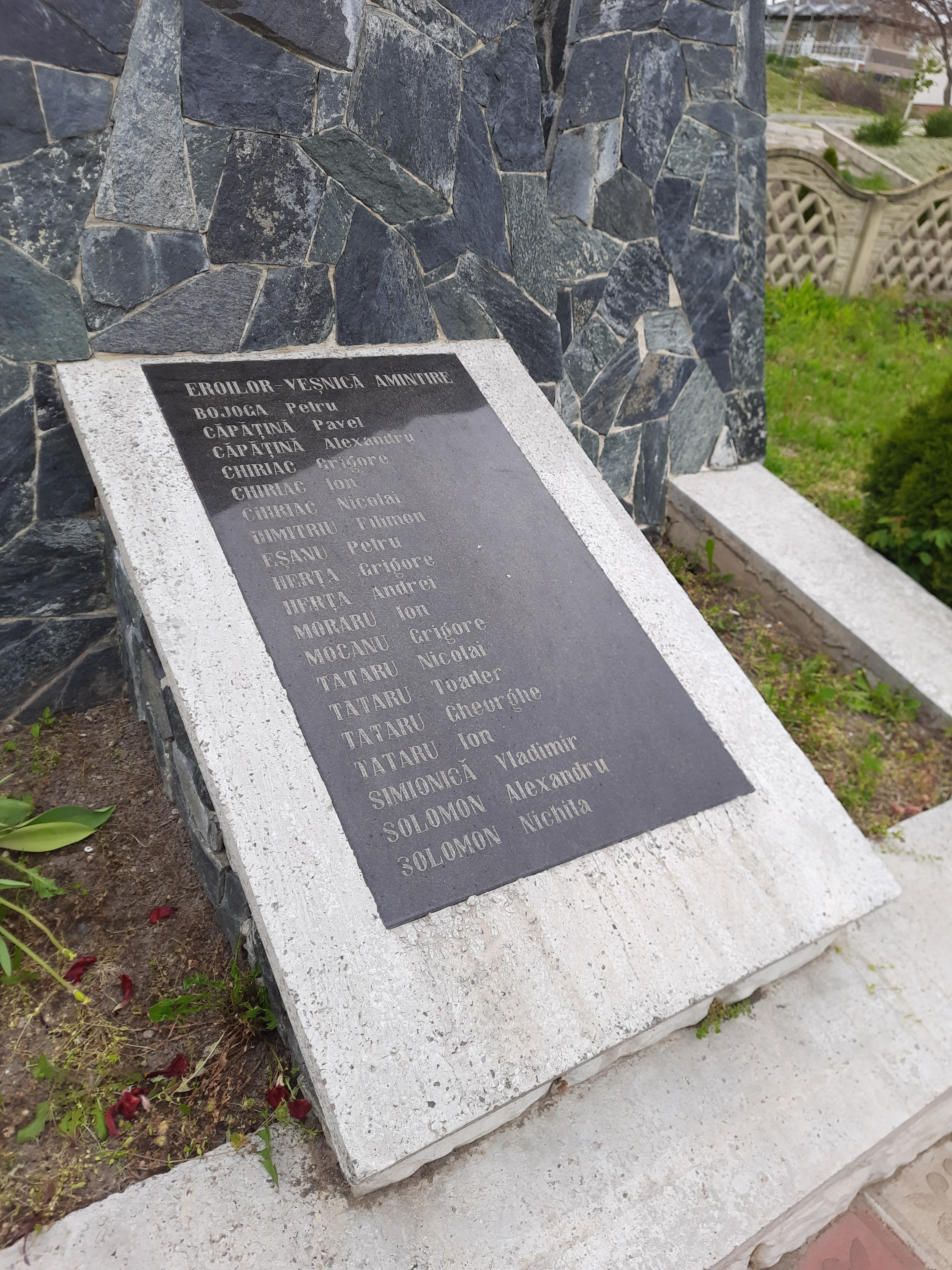
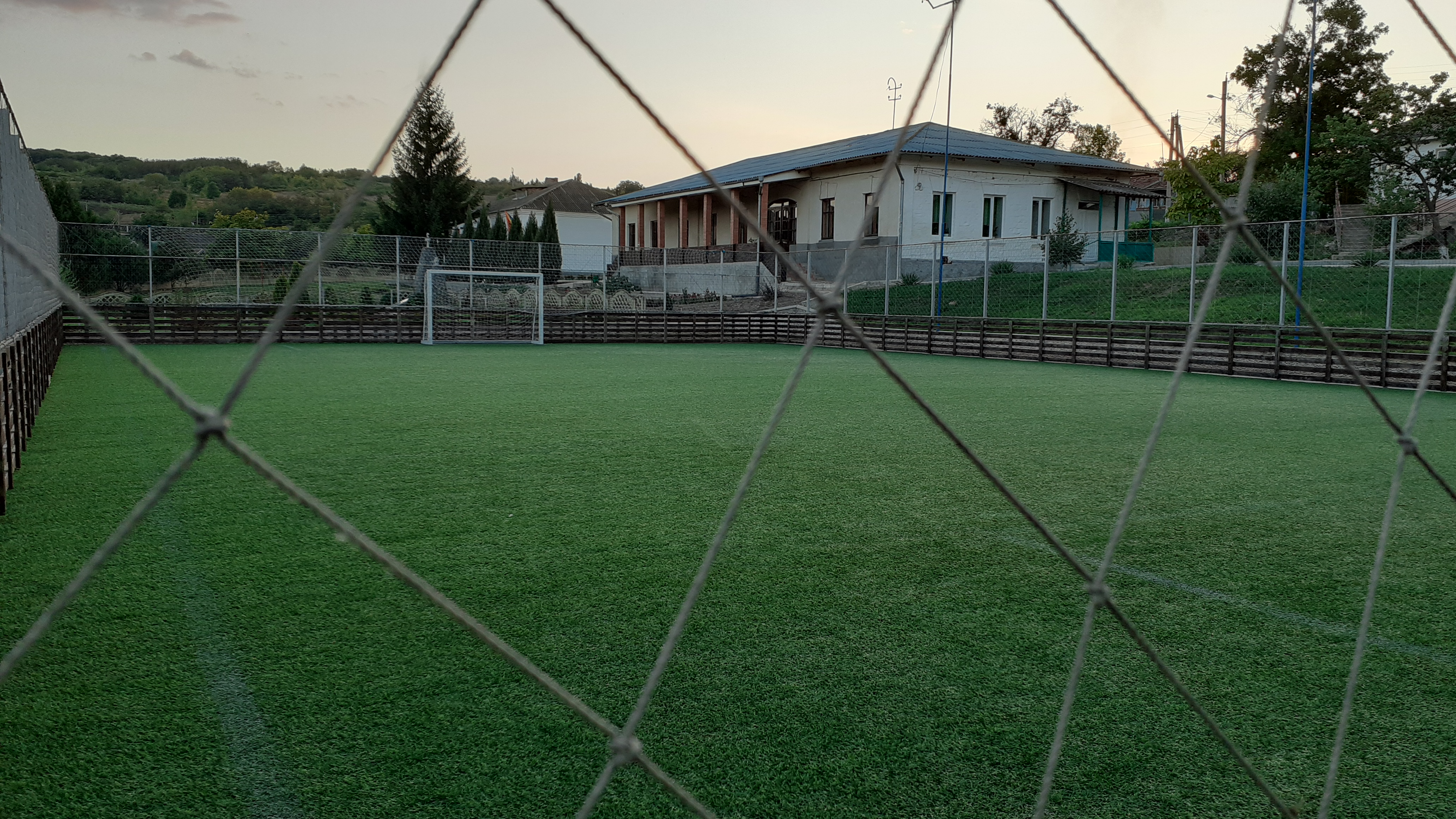
Stadionul de fotbal din sat.
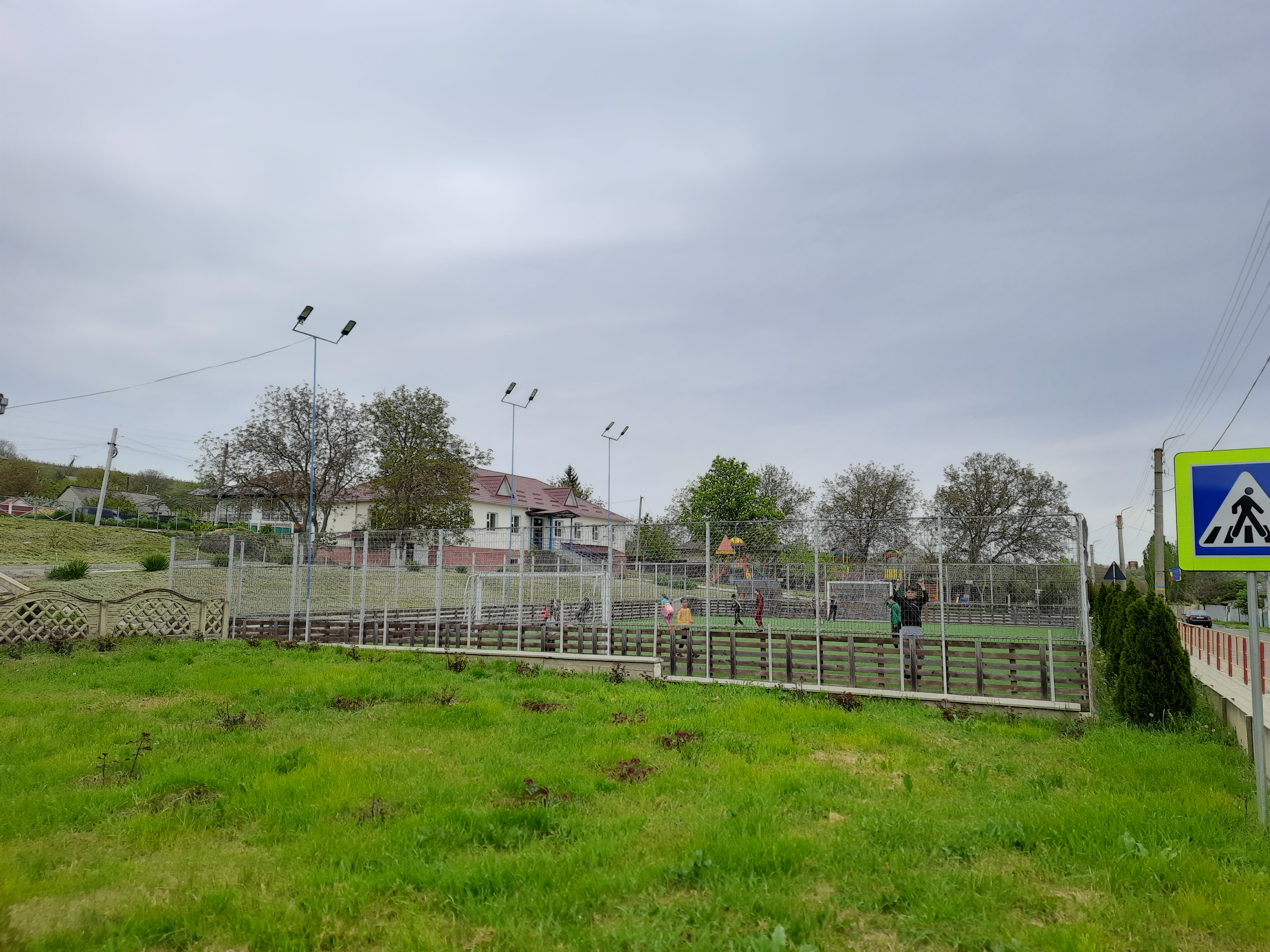
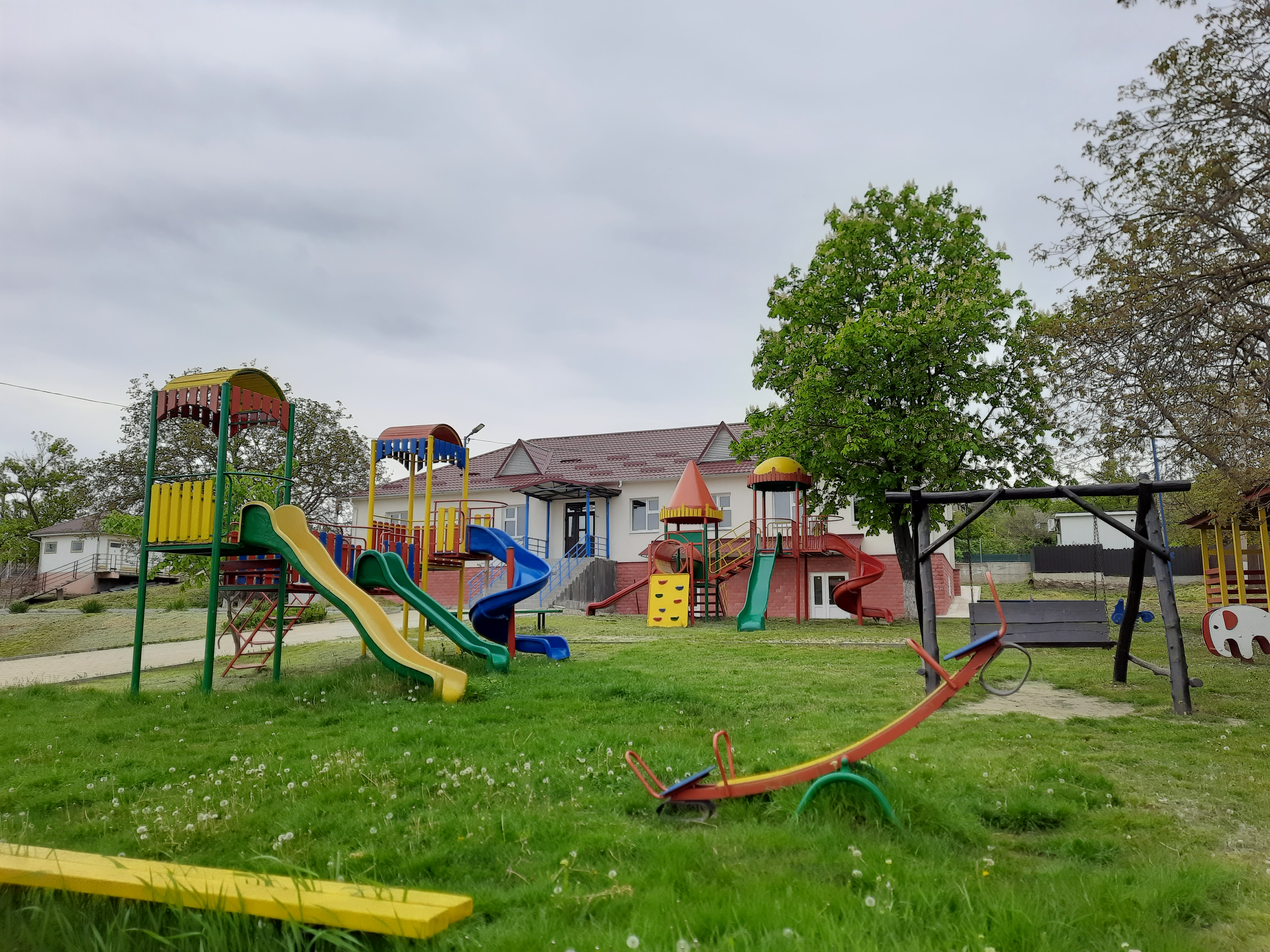
Terenul de joacă

## Personalități
- Teodor Suruceanu (1865–?), țăran și politician moldovean, membru al Sfatului Țării al RD Moldovenești.